# 테네기아

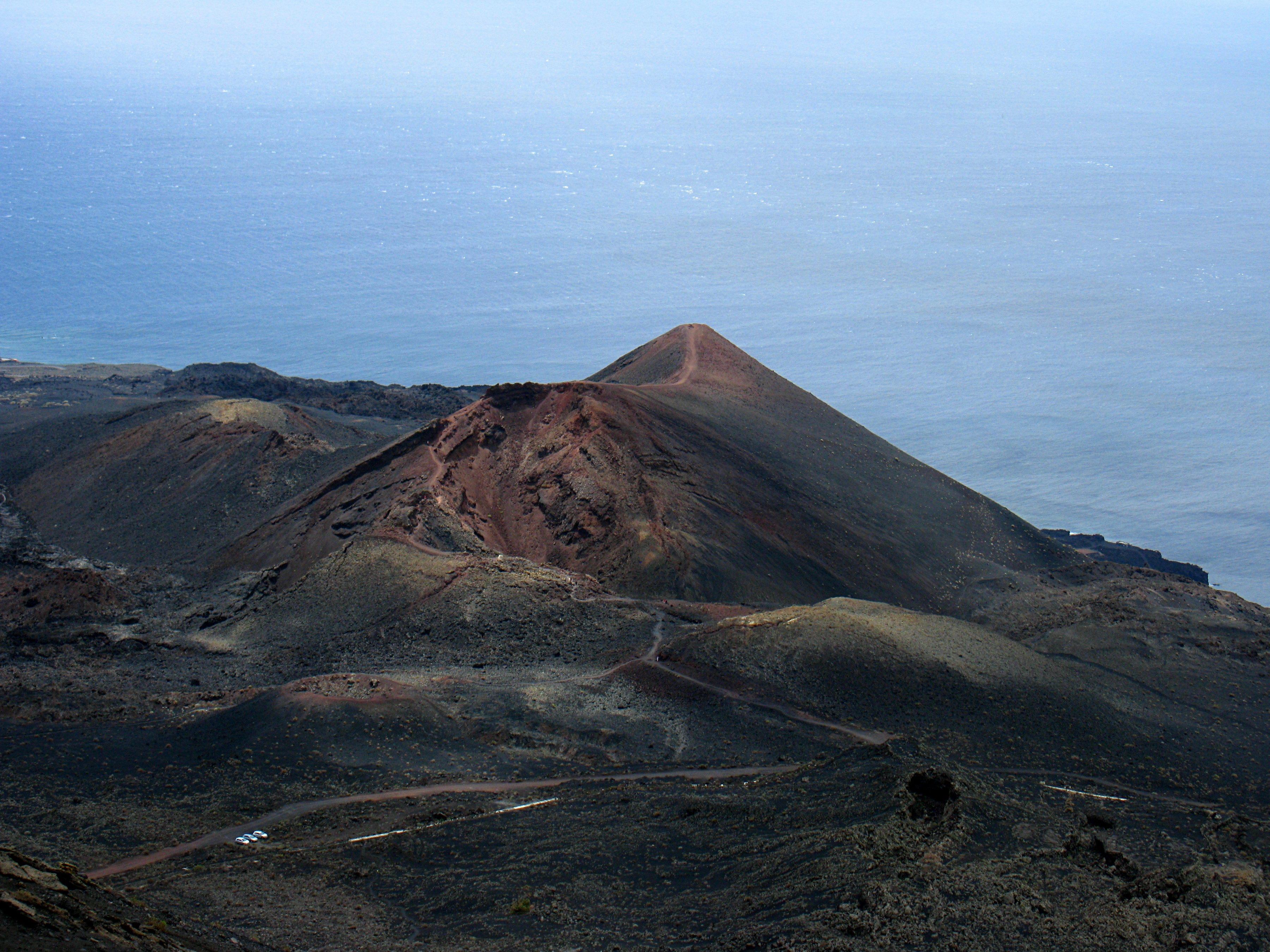

테네기아(스페인어: Teneguía)는 스페인 카나리아 제도의 라팔마섬에 위치해 있는 측화산으로, 잠재적인 활화산이다. 이 산은 라팔마섬의 남부에 자리를 잡고 있으며, 높이는 439m이다. 마지막 분화는 1971년에 있었는데, 용암 분수와 용암류가 많이 발생하였다. 그 덕에 화산체의 색은 검은색이나 연한 붉은색이다. 원래는 쿰브레 비에하 산의 기생 화산이다.
화산 북부에 커다란 분화구가 있으며, 축구장과 마을까지 있다. 여러 화산의 응집체이다. 대부분 성층 화산 봉우리이다.

## 같이 보기
- 쿰브레비에하